# Znásilnění
Znásilnění je druh sexuálního násilí spočívající ve vynucení si pohlavního styku či jiné podobné sexuální aktivity proti vůli zneužité osoby. Termín je obvykle definován ve skutkové podstatě příslušného trestného činu. Za znásilnění je obvykle považován také jakýkoliv, tedy i dobrovolný, sexuální styk s nezletilou osobou.
Světová zdravotnická organizace definuje znásilnění jako „fyzickým násilím nebo jinak vynucenou penetraci vulvy nebo řitního otvoru pyjem, jinou částí těla nebo věcí“ a řadí ho do širší kategorie sexuálního násilí.
Incidence znásilnění nahlášených na policii v roce 2008 se pohybovala mezi 0,1 případu na 100 000 lidí v Egyptě a 91,6 případy na 100 000 lidí v Lesothu, s hodnotou 4,9 na 100 000 lidí v Litvě jako medián. Podle Americké zdravotnické asociace (1995) je sexuální násilí a znásilnění považováno za nejméně nahlašovaný násilný trestný čin. Znásilnění cizincem je méně časté než znásilnění osobou, kterou oběť znala. Za nejméně ohlašovanou formu znásilnění bývají označována vězeňská znásilnění.

## Definice

### Česko
Zákon č. 166/2024 Sb. trestního zákoníku, kterým se mění zákon č.40/2009 Sb. znásilnění definuje následovně: "Kdo s jiným proti jeho seznatelné vůli vykoná soulož nebo jiný pohlavní styk provedený způsobem srovnatelným se souloží, kdo jiného donutí k souloži nebo jinému pohlavnímu styku provedenému způsobem srovnatelným se souloží s jinou osobou, nebo kdo k takovému činu zneužije jeho bezbrannosti, bude potrestán odnětím svobody na dvě léta až deset let."
Novela zákona z roku 2024 tak rozšířila definici znásilnění o jakýkoliv pohlavní styk vykonaný proti seznatelné vůli oběti nebo zneužitím její bezbrannosti. Bezbrannost zákon specifikuje jako stav, kdy oběť není schopna utvářet nebo projevit svou vůli nebo je její schopnost utvářet nebo projevit svou vůli podstatně snížena z důvodu bezvědomí, spánku, ovlivnění návykovými látkami, nemoci, zdravotního postižení, duševní poruchy, silného ochromujícího stresu, nízkého nebo vysokého věku, překvapení nebo jiného obdobného důvodu. Za bezbranné z důvodu nízkého věku se vždy považuje dítě mladší dvanácti let.
V případě znásilnění kvalifikovaného jako § 185 hrozí pachateli trest odnětí svobody na dvě léta až deset let. V případě spáchání činu na dítěti, těhotné ženě nebo takovým činem způsobí těhotenství ženy, s další osobou, nebo se zbraní, se trestní sazba zvyšuje na tři až dvanáct let. V případě spáchání činu na osobě omezené na osobní svobodě ve věznici nebo ústavu pro výkon zabezpečovací detence nebo ze zákonného důvodu umístěné ve zdravotnickém zařízení, školském zařízení pro výkon ústavní nebo ochranné výchovy nebo pro preventivně výchovnou péči anebo v jiném místě, kde je omezována její osobní svoboda, nebo způsobí-li takovým činem těžkou újmu na zdraví, se sazba zvyšuje na pět až patnáct let odnětí svobody. Způsobí-li takovým činem smrt oběti, bude pachatel potrestán na deset až osmnáct let odnětí svobody.
Vedle znásilnění identifikuje novela zákona také sexuální útok (§ 185a) a sexuální nátlak (§ 186), přičemž sexuální útok zahrnuje jiný pohlavní styk než soulož, pohlavní sebeukájení, obnažování nebo jiné srovnatelné chování proti vůli oběti nebo zneužitím její bezbrannosti. Trestní sazba je až pět let, v závažnějších případech dva až dvanáct let. Sexuální nátlak zákon označuje za situaci, kdy pachatel přiměje oběť k pohlavnímu styku, pohlavnímu sebeukájení, obnažování nebo jinému srovnatelnému chování zneužívaje jeho tísně, závislosti nebo svého postavení. Trestní sazba je až čtyři léta, v závažnějších případech jeden rok až deset let, podle okolností.
Do roku 2001 bylo možno spáchat trestný čin znásilnění pouze na ženě a pouze v případě, že mělo charakter klasického pohlavního styku. Přinucení k orálnímu či análnímu sexu se neklasifikovalo jako znásilnění, nýbrž většinou jako omezování osobní svobody, které se trestalo mnohem nižšími tresty. Do roku 1950 se znásilnění označovalo souslovím násilné smilstvo (nezahrnovalo násilné vynucení sexu na manželce) a tento pojem se vyskytuje v některých dosud platných mezinárodních smlouvách o extradici (např. Smlouva mezi republikou Československou a Spojenými státy o vzájemném vydávání zločinců ze dne 2. července 1925 ve znění dodatkové úmluvy ze dne 29. dubna 1935).
Před novelou zákona, která vstoupila v platnost 19.6.2024, nespadalo do definice znásilnění až 70 % případů, kdy dochází k zamrznutí oběti. Z toho důvodu probíhaly v Česku snahy o redefinici trestného činu znásilnění v českém zákoně tak, aby byla definice založená na absenci souhlasu. Od roku 2021 neziskové organizace (Konsent, Amnesty International) vedly kampaň s názvem Chce to souhlas, která měla za cíl dosáhnout změny definice znásilnění. Součástí kampaně byly mimo jiné i petice, které podepsalo přes 17 tisíc lidí. Už 13 zemí Evropy má definici znásilnění v zákoně založenou na absenci souhlasu.

### Ostatní země

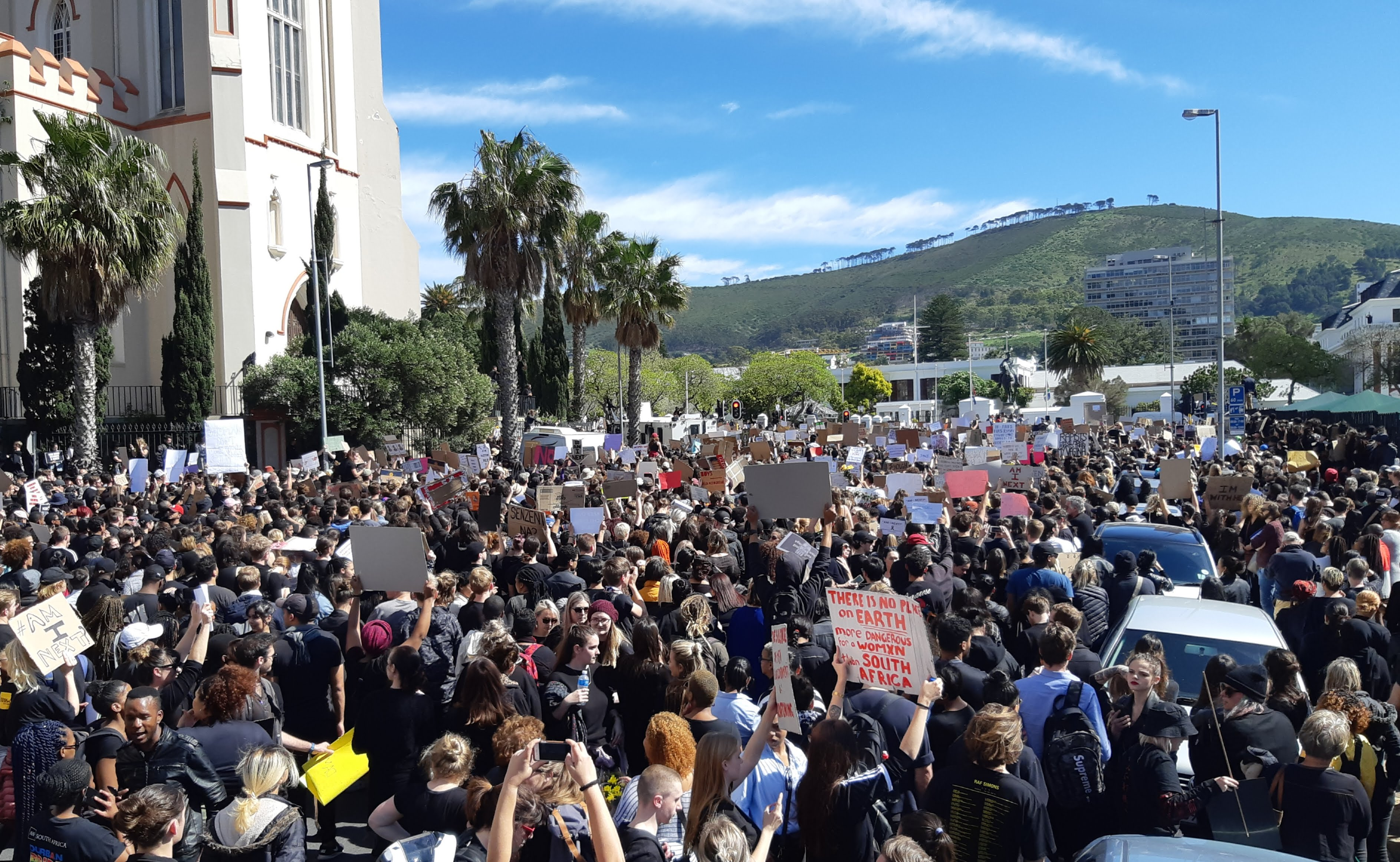
Protest v Kapském Městě proti sexuálnímu násilí na ženách v Jihoafrické republice v září 2019

Před znásilněním v době ozbrojeného konfliktu chrání oběti i Ženevské úmluvy na ochranu obětí války a dodatkové protokoly k nim (čl. 27 úmluvy o ochraně civilních osob za války, čl. 76 Prvního dodatkového protokolu a čl. 4 Druhého dodatkového protokolu).
Podle průzkumu pro období 1998–2000, který vypracovala OSN, je Jihoafrická republika celosvětově na prvním místě ve znásilnění na jednoho obyvatele. Nahlášený počet znásilnění ročně se pohybuje kolem 40 000. V roce 2009 se celkový počet znásilnění odhadoval na 500 000 ročně. Jedna třetina z 4000 žen v Jihoafrické republice, které byly v jednom průzkumu dotazovány, uvedla, že v uplynulém roce byla znásilněna. Jižní Afrika je zemí s nejvyšším výskytem dětských a kojeneckých znásilnění na světě. Násilníkům hrozí dva roky za mřížemi. Nebezpečná pověra, že sex s pannou léčí AIDS, vede ke znásilňování dětí a nezletilých dívek. Na počátku 21. století bylo v Jižní Africe každý rok znásilněno až 200 000 dětí.

## Motivace pachatelů

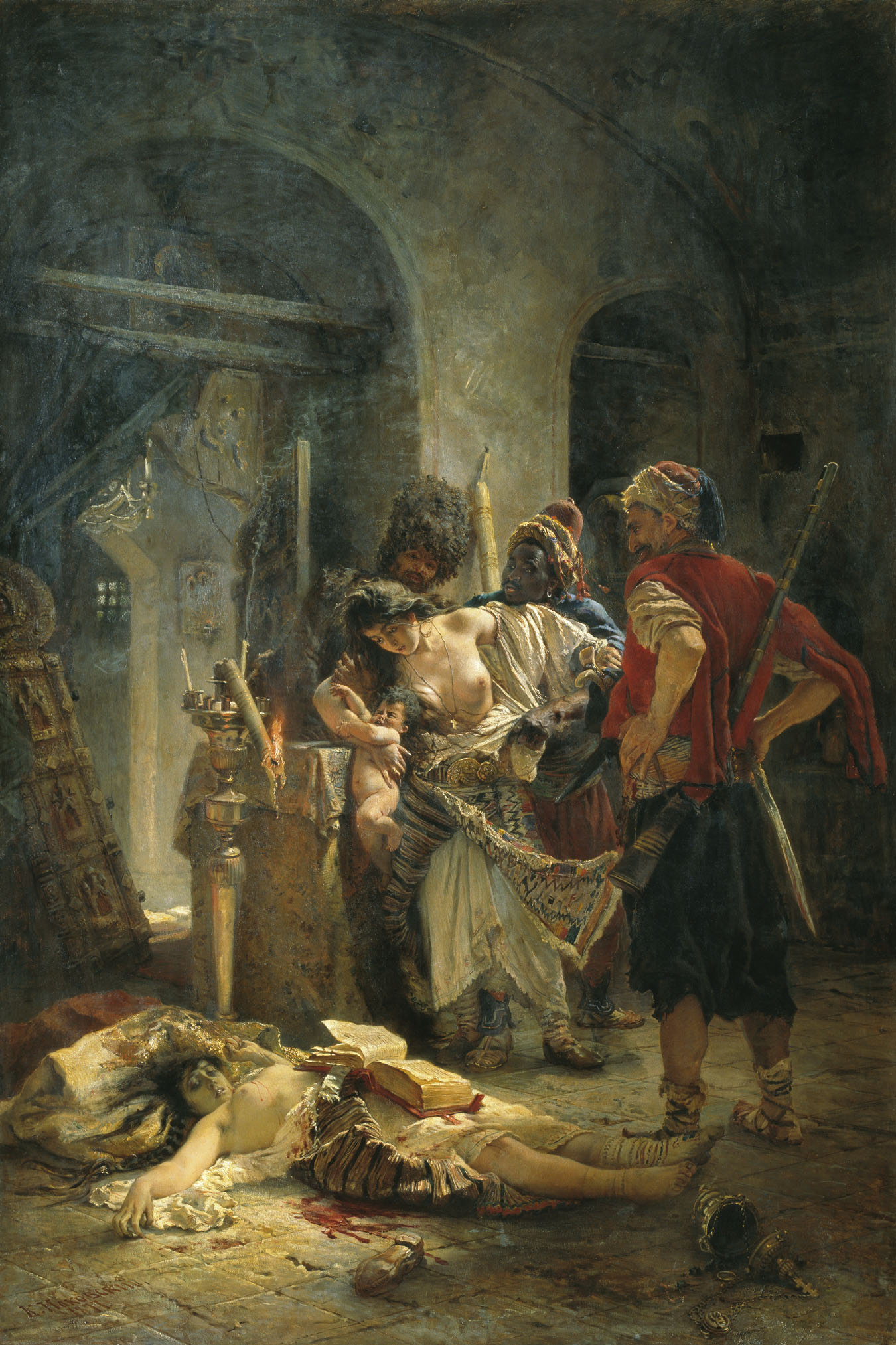
Znásilnění bulharských žen osmanskými bašibozuky při potlačení dubnového povstání v roce 1876

Neexistuje jediná teorie, která by přesvědčivě vysvětlila motivaci pachatelů znásilnění. Mezi navrženými a diskutovanými motivy jsou: hněv, touha po moci, sadismus, stejně jako sexuální uspokojení a evoluční tlaky.
Světová zdravotnická organizace uvádí, že hlavními faktory, které vedou k páchání sexuálního násilí, jsou:
- víra v rodinnou čest a sexuální čistotu;
- ideologie mužského sexuálního oprávnění;
- nízké právní sankce za sexuální násilí.

## Důsledky znásilnění
Oběti znásilnění mohou být traumatizované nebo zraněné, jsou také vystaveny riziku nákazy sexuálně přenosnou nemocí nebo nechtěného těhotenství. Zdravotní rizika mohou být výrazně redukována včasným lékařským ošetřením, při němž je možné zajistit důkazy usvědčující pachatele. Psychologické trauma se může rozvinout v posttraumatickou stresovou poruchu, oběti mohou cítit strach, smutek, nebo se dokonce cítit provinile.
V některých státech, kde je interrupce jinak nelegální, je otěhotnění následkem znásilnění důvodem či jedním z více důvodů pro legálnost interrupce. I tato výjimka může být předmětem kontroverzí.

### Obviňování oběti
Obviňování oběti obecně činí oběť trestného činu zcela nebo zčásti zodpovědnou za spáchaný zločin. Tento pojem pochází ze sociální psychologie, kde odkazuje tzv.: teorii spravedlivého světa. V případě znásilnění je spoluodpovědnost oběti dokládána chováním, jako je flirtování, nebo vyzývavým oblečením. V extrémních případech jsou oběti popisovány jako ty, které si „o to říkaly“, protože se nechovaly dostatečně zdrženlivě. Ve většině západních zemí není obrana násilníka s poukazem na údajnou provokaci oběti chápána jako polehčující okolnost.

## Znásilnění v náboženství
Ke znásilnění zastává striktně odsuzující postoj většina náboženství, včetně křesťanství, judaismu a islámu. Všechna tři zmíněná náboženství je považují za velmi těžký hřích.[zdroj?]

### Křesťanství a judaismus
Ve Starém zákoně lze nalézt několik zmínek o tom, co dnes nazýváme znásilněním, např.:

Jestliže nalezne muž zasnoubenou dívku na poli a zmocní se jí a bude s ní ležet, zemře jenom ten muž, který s ní ležel.

Dívce neuděláš nic. Dívka se nedopustila hříchu hodného smrti. ...

Vždyť ji našel na poli, zasnoubená dívka křičela, ale nebyl tu nikdo, kdo by ji zachránil.
Deuteronomium 22,25-27

Když najde muž dívku, pannu, která není zasnoubena, a chytí ji, bude s ní ležet a budou přistiženi,

muž, který s ní ležel, dá otci té dívky padesát šekelů stříbra. Stane se jeho ženou, protože ji ponížil. Po celý život ji nesmí propustit.
Deuteronomium 22,28-29

### Islám
Islám sice považuje znásilnění za těžký hřích a jako trest stanoví trest smrti, zároveň však disproporce mezi silou svědectví ženy a muže a jejich právy a povinnostmi zejména na poli sexuální morálky způsobuje, že podle striktně islámského práva znásilněná žena často nemá šanci dobrat se u soudu zastání, pokud nejsou jiní z pohledu islámského práva věrohodní svědci. V řadě případů by její pokus o obvinění násilníka skončil jejím uvězněním a popravou. Islám též obecně ukládá manželce povinnost podřídit se sexuálním požadavkům manžela, jinými slovy manželku podle něj nelze znásilnit, protože nemá právo pohlavní styk odmítnout. Určité místní varianty zvykového práva, kombinující islám s jinými tradicemi, pak navíc připouštějí znásilnění jakožto legální trest či součást trestu (byť zpravidla v rozporu s oficiálním právním systémem).
V některých případech je udělen trest 100 až 250 ran bičem, bičování musí přihlížet i rodina bičované.

## Historie
Ve středověku a počátkem novověku bylo v Česku násilné smilstvo trestáno smrtí formou lámání kolem[zdroj?], posléze stětím a následným vpletením v kolo, posléze pouze stětím.[zdroj?]

## Znásilnění a válka

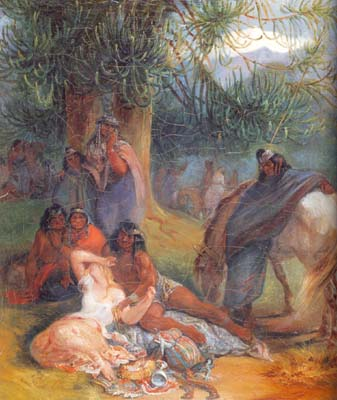
Araukáni se zajatou chilskou ženou na počátku 19. století

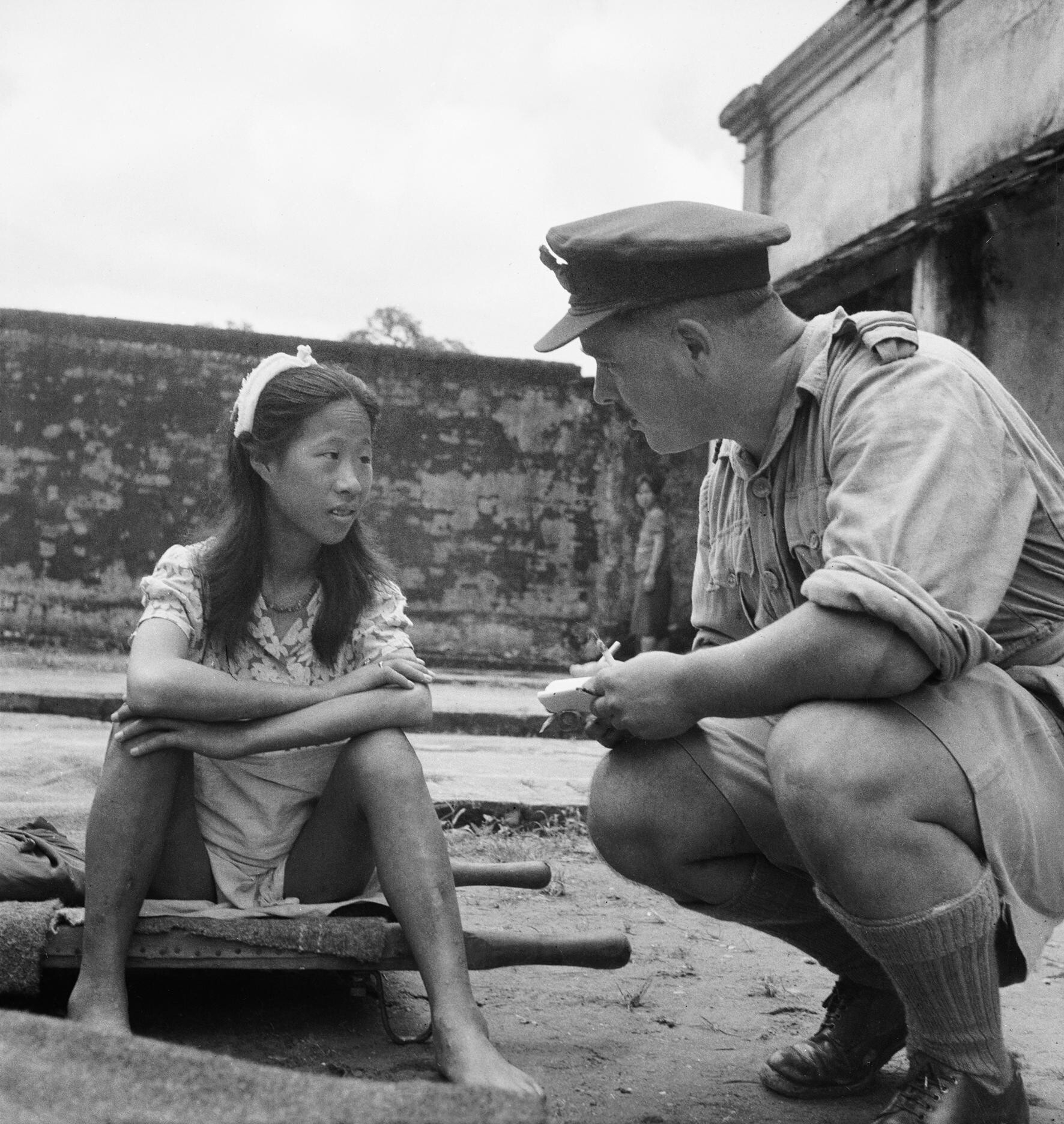
Mladá čínská žena, která byla v jednom z „komfortních praporů“ Japonské císařské armády, je vyslýchána spojeneckým důstojníkem

K znásilnění v průběhu války docházelo už ve starověku, je zmiňováno v Bibli. Izraelské[zdroj?], perské[zdroj?], řecké[zdroj?] a římské[zdroj?] armády se během svých tažení dopouštěly znásilnění. Janomamové v deštných pralesích severní Amazonie přepadali sousední kmeny a únášeli jejich ženy, které znásilňovali a začleňovali do svých komunit.
Dokumenty sepsané během vlády Čingischána, říkají, že po boji mongolští vojáci plenili, drancovali a znásilňovali. Italský duchovní Rogerius, který byl svědkem mongolského vpádu do Uher v letech 1241–42, popsal jak během více než roční okupace Uherského království Mongolové hromadně znásilňovali místní ženy. Evangelický farář Štefan Pilárik, který byl během turecké války v roce 1663 odvlečen do otroctví, napsal jako očitý svědek o osudu žen v tatarském táboře, které během nájezdu na Moravu a do habsburské části Uher zajali Tataři z Krymského chanátu: „Čoskoro sa začalo ohavné neslýchané prznenie a znásilňovanie žien a panien. ... Použili aj také násilie, že niektoré vyzerali ráno tak, ako keby ich trýznili a najstrašnejšie mučili. Niektoré mali tvár celkom rozmliaždenú a rozdrásanú, ba niektoré boli nájdené celkom mŕtve. Nešetrili a nenechali na pokoji ani tie, čo mali rodiť.“.
Moderním příkladem takových zvěrstev může být Nankingský masakr v jehož průběhu japonští vojáci znásilnili během šesti dní až 80 000 žen. Během druhé světové války bylo asi 200 000 korejských a čínských žen donuceno k prostituci v japonských vojenských nevěstincích..
Během Bangladéšské války za nezávislost bylo podle obvinění znásilněno pákistánskými vojáky na 200 000 žen, a téměř 20 000 bosenských muslimek bylo znásilněno srbskými jednotkami během Války v Bosně.
Válečná propaganda často zdůrazňuje a přehání zprávy o špatném nakládání s civilisty ze strany nepřátelských vojsk, v důsledku čehož je problematické zjistit, co se doopravdy stalo.
Podle zprávy UNICEF je znásilnění obvyklé v zemích postižených válkou a přírodními pohromami. Tedy v zemích s výrazným vykořeněním společnosti a oslabenými sociálními normami. Znásilňování provázelo konflikty v Súdánu, Čadu a Demokratické republice Kongo. Je odhadováno, že na 200 000 žen bylo v Konžské demokratické republice znásilněno v průběhu nedávných konfliktů. Podle některých odhadů je kolem 60% bojovníků v Kongu nakaženo HIV. Začátkem února 2025, po vpádu povstaleckého hnutí M23, došlo ve věznici v Gomě k hromadnému útěku čtyř tisíc vězňů. Předtím ovšem znásilnili několik set tamních vězeňkyň a věznici následně zapálili, přičemž zde vězeňkyně uhořely.
Podle Ženevské úmluvy na ochranu obětí války z roku 1949 jsou ženy zvlášť chráněny proti každému útoku na jejich čest, zejména pak proti znásilnění, proti nucení k prostituci a proti každému nemravnému jednání.
Během ruského útoku na Ukrajinu v roce 2022 byly hlášeny případy znásilňování obyvatelstva ze strany příslušníků Ozbrojených sil Ruské federace. Mezi oběťmi byly i osoby mladší 18 let. Podle mnoha zpráv ke znásilněním a dalším sexuálním útokům docházelo ve značném rozsahu. Věk obětí se podle zjištění komise OHCHR pohyboval v rozmezí od 4 do 82 let. Organizace spojených národů v lednu 2023 oznámila, že Vysoký komisař OSN pro lidská práva zdokumentoval více než 90 případů sexuálního násilí v oblastech okupovaných Ruskem.
Během války v Gaze se vojáci Izraelských obranných síl a izraelští vězenští dozorci dopouštěli sexuálního násilí na palestinských ženách, dětech a mužích. Podle zprávy Komise OSN pro lidská práva z března 2025 akty sexuálního násilí patří mezi „standardní operační postupy izraelských bezpečnostních sil vůči Palestincům“ a „sexuální násilí je nyní tak rozšířené, že jej lze považovat za systematické a přesahující úroveň náhodných činů několika jedinců.“

## Skupinové znásilnění
Skupinové znásilnění je znásilnění oběti skupinou dvou a více osob. V českém trestním zákoníku se pojem skupinové znásilnění nevyskytuje, nicméně k němu na území Česka také dochází.
Francouzská, původem alžírská autorka, Samira Bellil, vylíčila ve své autobiografii Dans l'enfer des tournantes násilí, které ona a jiné mladé ženy zakoušely v převážně muslimském přistěhovaleckém předměstí Paříže. V pubertě byla opakovaně skupinově znásilněna gangy (slangově la tournante), vedenými lidmi, které znala. Policii ze strachu z odvety nic nenahlásila. V důsledku ji opustila její rodina i přátelé.
Britská televize Channel 4 sledovala při přípravě jedné reportáže 29 případů skupinových znásilnění, ke kterým došlo v Londýně mezi lednem 2006 a březnem 2009. Z 92 pachatelů, kteří v nich byli odsouzeni, bylo 66 černých nebo smíšeného původu, 13 bílých, ostatní jiné etnicity (ze zemí jako Afghánistán, Irák a Libye).

## Ženy jako pachatelky znásilnění
V ČR může být za znásilnění odsouzena i žena od novely trestního zákoníku z roku 2001. Podle oficiálních statistik představuje podíl žen na celkovém počtu odsouzených za znásilnění zhruba 1% (například v ČR bylo k 31.12.2023 ve věznicích celkem 634 osob odsouzených za znásilnění, z toho 8 žen). Existují však studie naznačující, že pachatelek znásilnění může být výrazně více; například:
- Americký sociolog David Finkelhor provedl na konci 70. let studii, z níž vyplynulo, že 20% chlapců a 5% dívek byli sexuálně zneužiti ženou.
- Americká humanistická asociace a Národní centrum pro zneužívání a zanedbávání dětí na počátku 80. let odhadovali, že 14-24% chlapců a 6-14% dívek byli sexuálně napadeni ženou.
- Americké ministerstvo zdravotnictví a sociálního zabezpečení získalo v roce 1998 poznatky od sexuálně zneužívaných dětí, z nichž v daném roce bylo 12% napadeno ženou.